# جون ديبني
جون ديبني (بالإنجليزية: John Debney) (و. 1956  م) هو ملحن، وموزع (موسيقى)، ومؤلفو موسيقى تصويرية أمريكي، ولد في غلينديل، كاليفورنيا، يستخدم آلات آلة مفاتيح. بدأ دروس الجيتار في سن السادسة، وعزف بفرق الروك بالكلية، حصل ديبني على شهادة البكالوريوس في التأليف الموسيقي من المعهد كاليفورنيا للفنون عام 1979، وبعد تخرجه من الجامعة بدأ دخوله في مجال التليفزيون من خلال تأليفه مختلف الموسيقى التصويرية لبعض الأعمال، وتوالت أعماله التي نالت شهرة كبيرة، حتى أصبح واحد من أفضل الموسقيين بهوليوود.

## جوائز وترشيحات

### حصل على جوائز منها
- Primetime Emmy Award for Outstanding Original Main Title Theme Music [الإنجليزية]‏ (1994)
- Primetime Emmy Award for Outstanding Music Composition for a Series (Original Dramatic Score) [الإنجليزية]‏ (1997)
- جائزة الأوسكار لأفضل موسيقى تصويرية، عن عمل: آلام المسيح

### ترشيحات
ترشح لـ:
- Primetime Emmy Award for Outstanding Music Composition for a Series (Original Dramatic Score) [الإنجليزية]‏، عن عمل: The Cape (1996 TV series) [الإنجليزية]‏ (1997)
- جائزة الأوسكار لأفضل موسيقى تصويرية، عن عمل: آلام المسيح.

## أعماله

### موسيقى
| سنة  | أعمال                                  | الدور/الوظيفة               |
| ---- | -------------------------------------- | --------------------------- |
| 2020 | تعال بعيدًا                             | مؤلف الموسيقى               |
| 2019 | أليس رومانسيًا                          | موسيقى تصويرية              |
| 2019 | دورا ومدينة الذهب المفقودة             | موسيقى تصويرية              |
| 2019 | متسكع الشواطئ                          | موسيقى تصويرية              |
| 2018 | براين بانكس                            | موسيقى تصويرية              |
| 2018 | بيروت                                  | موسيقى تصويرية              |
| 2017 | أعظم رجل استعراضي                      | موسيقى تصويرية              |
| 2017 | الوطن مرة أخرى                         | موسيقى تصويرية              |
| 2017 | أورفيل ج1                              | موسيقى تصويرية              |
| 2016 | المسيح الصغير                          | مؤلف الموسيقى               |
| 2016 | عيد الأم                               | مؤلف الموسيقى               |
| 2016 | كتاب الغابة                            | مؤلف الموسيقى               |
| 2016 | هاكسو ريدج                             | موسيقى تصويرية              |
| 2015 | خيول منكسرة                            | مؤلف الموسيقى               |
| 2015 | فيلم سبونج بوب: سبونج خارج المياه      | مؤلف الموسيقى               |
| 2014 | الإسكافي                               |                             |
| 2014 | سلوك مخزي                              | مؤلف موسيقى                 |
| 2014 | مصحة ستونهريست (اليزا جرافز)           | مؤلف الموسيقى               |
| 2014 | يوم الاختيار                           | مؤلف موسيقي                 |
| 2013 | المكالمة                               |                             |
| 2013 | جوبز                                   |                             |
| 2013 | المزدوج                                | الألحان والموسيقى التصويرية |
| 2012 | ألف كلمة                               | الموسيقى                    |
| 2012 | المهرجون الثلاثة                       | الموسيقى                    |
| 2012 | أليكس كروس                             | الموسيقى                    |
| 2011 | التغير لأعلى                           | الموسيقى                    |
| 2011 | منزل الأحلام                           | الموسيقى                    |
| 2010 | عيد الحب                               | الألحان والموسيقى التصويرية |
| 2006 | النمل المُتنمِّر                          | مؤلف الموسيقى               |
| 2005 | اللهاية                                | موسيقى تصويرية              |
| 2004 | مذكرات أميرة : خطبة ملكية              | موسيقى تصويرية              |
| 2003 | بروس الخارق                            | الموسيقى                    |
| 2003 | قزم                                    | موسيقى تصويرية              |
| 2002 | هوت شيك                                | الموسيقى التصويرية          |
| 2002 | أطفال جواسيس 2: جزيرة الأحلام المفقودة | الموسيقى التصويرية          |
| 2002 | البدلة الرسمية                         | الموسيقى التصويرية          |
| 2002 | الملك العقرب                           | الموسيقى التصويرية/صوت      |
| 2002 | اليعسوب                                | الموسيقى التصويرية          |
| 2002 | كلاب الثلج                             | الموسيقى التصويرية/صوت      |
| 2001 | القطط والكلاب                          | مؤلف موسيقى                 |
| 2001 | جيمي نيوترون: فتى عبقري                | موسيقى تصويرية              |
| 2000 | تشغيل الصاحبات                         | موسيقى                      |
| 1999 | ضياع و عثور                            | موسيقار                     |
| 1991 | في الأراضي الوعرة                      | موسيقى تصويرية              |
| 1988 | مغامرات تينيسي باك                     | موسيقار                     |

### صوت
| سنة  | أعمال             | الدور/الوظيفة |
| ---- | ----------------- | ------------- |
| 2006 | الحظيرة           | مؤلف الموسيقى |
| 2004 | عشرة ياردات كاملة | مؤلف الموسيقى |
| 2004 | نشأة هيلين        | مؤلف الموسيقى |
| 2001 | مذكرات الأميرة    | موسيقى        |

## وصلات خارجية
- جون ديبني على موقع IMDb (الإنجليزية)
- جون ديبني على موقع ميتاكريتيك (الإنجليزية)
- جون ديبني على موقع روتن توميتوز (الإنجليزية)
- جون ديبني على موقع قاعدة بيانات الأفلام العربية
- جون ديبني على موقع ألو سيني (الفرنسية)
- جون ديبني على موقع ميوزك برينز (الإنجليزية)
- جون ديبني على موقع أول موفي (الإنجليزية)
- جون ديبني على موقع بوكس أوفيس موجو (الإنجليزية)
- جون ديبني على موقع أول ميوزيك (الإنجليزية)
- جون ديبني على موقع ديسكوغز (الإنجليزية)

- جون ديبني في قاعدة بيانات الأفلام على الإنترنت